# Liana Liberato
Liana Daine Liberato (Galveston, 20 de agosto de 1995) é uma atriz norte-americana. Liana é mais conhecida por interpretar Annie Cameron no filme de 2010, Confiar. Além dele, um dos seus maiores sucessos foi no filme Se eu Ficar, interpretando Kim e no filme "O melhor de mim" atuando como a versão jovem de Amanda. 

## Vida pessoal e carreira
Ao três anos, Liberato foi matriculada por sua mãe na Broadway Bound, um musical, para que perdesse a timidez e se envolvesse mais com as pessoas. Sete anos depois, Liberato apresentou-se na peça Guys & Dolls. Seu primeiro papel na televisão foi em um episódio de Cold Case, seguido por um episódio de CSI: Miami e então uma aparição na série The Inside. Nesse período, também apareceu em um comercial do departamento de roupas Seppälä.
O primeiro papel 'significativo' de Liberato veio em Galveston: The Musical, quando ela tinha sete anos. No verão de 2005, Liberato participou de um acampamento que durou cerca de uma semana, na Califórnia, onde foi "descoberta" como atriz. Encantado pelo "grande carisma e um jeito natural" de Liberato, o agente convidou-a para ir à Hollywood fazer alguns testes.
Em 2007, Liberato foi protagonista, interpretando Cadi Forbes, no filme O Último Espírito. Em 2008, Liberato interpretou Jane, a filha de uma paciente, na série Dr. House e apareceu no videoclipe de Miley Cyrus, "7 Things".  Interpretou Tristen Oswald na série Sons of Anarchy - uma vez em 2008 e outra em 2009.
Em 2010, protagonizou Confiar, onde interpretou Annie Cameron, uma garota de 14 anos que foi vítima de abuso sexual ao encontrar-se com um homem que ela conversava virtualmente; atuando ao lado de Clive Owen e Catherine Keener.  Liberato ganhou seu primeiro prêmio, o Silver Hugo Award,  na categoria Melhor Atriz no 46th Chicago International Film Festival. Em 2011, interpretou a filha de Nicolas Cage e Nicole Kidman no filme Reféns.
Em 2014 interpretou Kim Schein no filme Se Eu Ficar, protagonizado pela atriz Chloë Moretz, e também Amanda Collier no filme O Melhor de Mim.
Em 2015 assumiu seu relacionamento com Tommy O'Brien nas redes sociais, com quem está casada atualmente.

## Filmografia

### Filmes
| Ano  | Título               | Título em Português         | Papel                    |
| ---- | -------------------- | --------------------------- | ------------------------ |
| 2007 | The Last Sin Eater   | O Último Espírito           | Cadi Forbes              |
| 2007 | Safe Harbour         | Hora De Recomeçar           | Philippa 'Pip' MacKenzie |
| 2010 | Trust                | Confiar                     | Annie Cameron            |
| 2011 | Trespass             | Reféns                      | Avery Miller             |
| 2012 | The Expatriate       | Perseguição Implacável      | Amy Logan                |
| 2012 | Stuck In Love        | Ligados pelo amor           | Kate                     |
| 2013 | Jake Squared         |                             | Young Joanne             |
| 2013 | Free Ride            |                             | MJ                       |
| 2014 | Haunt                | A Face do Mal               | Samantha                 |
| 2014 | If I Stay            | Se Eu Ficar                 | Kim Schein               |
| 2014 | The Best Of Me       | O melhor de mim             | Amanda Collier (Jovem)   |
| 2016 | Dear Eleanor         | Minha Querida Primeira-Dama | Ellie Potter             |
| 2017 | 1 Mile to You        | Coração de Corredor         | Henny                    |
| 2017 | To The Bone          | O Mínimo para Viver         | Kelly                    |
| 2017 | Novitiate            | Noviciado                   | Irmã Emily               |
| 2017 | Nobody Knows (Short) |                             | Cheyenne Bridell         |
| 2018 | Measure of a Man     |                             | Michelle Marks           |
| 2020 | Banana Split         |                             | Clara                    |
| 2020 | To the Stars         | Para As Estrelas            | Maggie Richmond          |
| 2020 | The Beach House      | A casa de praia             | Emily                    |
| 202? | Hush, Hush           | Sussurro                    | Nora Grey                |
| 2023 | Scream VI            | Pânico 6                    | Quinn Bailey             |
| 2023 | Totally Killer       | Dezesseis Facadas           | Tiffany Clark            |

## Televisão

### Séries
| Ano         | Título             | Papel                      | Notas                       |
| ----------- | ------------------ | -------------------------- | --------------------------- |
| 2005        | The Inside         | Dina Presley               | Episódio - Little Girl Lost |
| 2005        | Cold Case          | Charlotte                  | Episódio - Strange Fruit    |
| 2005        | CSI: Miami         | Amy Manning                | Episódio - Recoil           |
| 2008-2009   | Sons of Anarchy    | Tristen Oswald             | 2 episódios (2008-2009)     |
| 2018 - 2019 | Light As A Feather | Mckenna Brady/Jennie Brady | Protagonista                |

## Prêmios e indicações
| Ano  | Prêmio                                  | Categoria                                                    | Trabalho           | Resultado | Refs  |
| ---- | --------------------------------------- | ------------------------------------------------------------ | ------------------ | --------- | ----- |
| 2011 | Silver Hugo Award                       | Melhor atriz                                                 | Trust              | Venceu    |       |
| 2011 | Chicago Film Critics Association Awards | Performer mais promissor                                     | Trust              | Indicada  | [ 2 ] |
| 2011 | Women Film Critics Circle               | Melhor Jovem Atriz                                           | Trust              | Indicada  | [ 3 ] |
| 2019 | Daytime Emmy Awards                     | Melhor atriz principal em uma série dramática digital diurna | Light as a Feather | Indicada  | [ 4 ] |
| 2020 | Daytime Emmy Awards                     | Excelente desempenho do principal em um programa diurno      | Light as a Feather | Indicada  | [ 5 ] |